# مرسدس-آام‌گ وان
مرسدس-آام‌گ وان (انگلیسی: Mercedes-AMG One؛ آر۵۰، شناخته‌شده با نام وان (انگلیسی: ONE)) یک خودروی اسپورت اتصال برقی دوگانه در دست ساخت با تولید محدود است که توسط مرسدس-آام‌گ و با بهره‌مندی از فناوری مشتق‌شده از خودروهای فرمول یک تولید خواهد شد. این خودرو در نمایشگاه بین‌المللی خودروی آلمان سال ۲۰۱۷ توسط رانندهٔ مسابقات فرمول یک، لوئیس همیلتون، که در مراحل توسعهٔ خودرو مشارکت داشته، و رئیس مرسدس-بنز، دیتر تسچه رونمایی شد. طبق برنامه‌ریزی‌ها، از این خودرو مجموعاً ۲۷۵ دستگاه با قیمت ۲٫۷۲ میلیون دلار برای هر خودرو تولید خواهد شد که تمامی آن‌ها در حال حاضر به فروش رسیده‌اند. شرکت مرسدس-آام‌گ به‌میزان چهار برابر تعداد مشخص‌شده برای تولید سفارش دریافت کرده‌است، اما اعلام کرده‌است که جهت حفظ ویژگی انحصار این خودرو، میزان تولید آن از ۲۷۵ دستگاه تعیین شده افزایش نخواهد یافت.
از آنجا که این خودرو هنوز موفق به برآورده کردن مقررات مورد توافق نشده‌است، هم‌اکنون در قالب یک خودروی مفهومی است. نام رسمی این خودرو از «پراجکت وان» به نام ساده‌تر «وان» تغییر یافته و واژهٔ «پراجکت» از نام آن حذف شده‌است.

## توسعه
خودروهای تولید شده، در مکان‌های آزمون مرسدس-بنز و پیست‌های مسابقه از نظر عملکرد، دوام و قابلیت مورد ارزیابی قرار خواهند گرفت. توبایاس موئرز، رئیس مرسدس-آام‌گ نیز اشاره کرده‌است که هروقت «زمانش باشد»، لوئیس همیلتون، رانندهٔ تیم فرمول یک مرسدس-آام‌گ پتروناس، که پیش از این در مراحل توسعهٔ این خودرو مشارکت داشته‌است، پیش‌نمونه‌های آن را مورد آزمایش قرار خواهد داد.

## طراحی

### نمای بیرونی

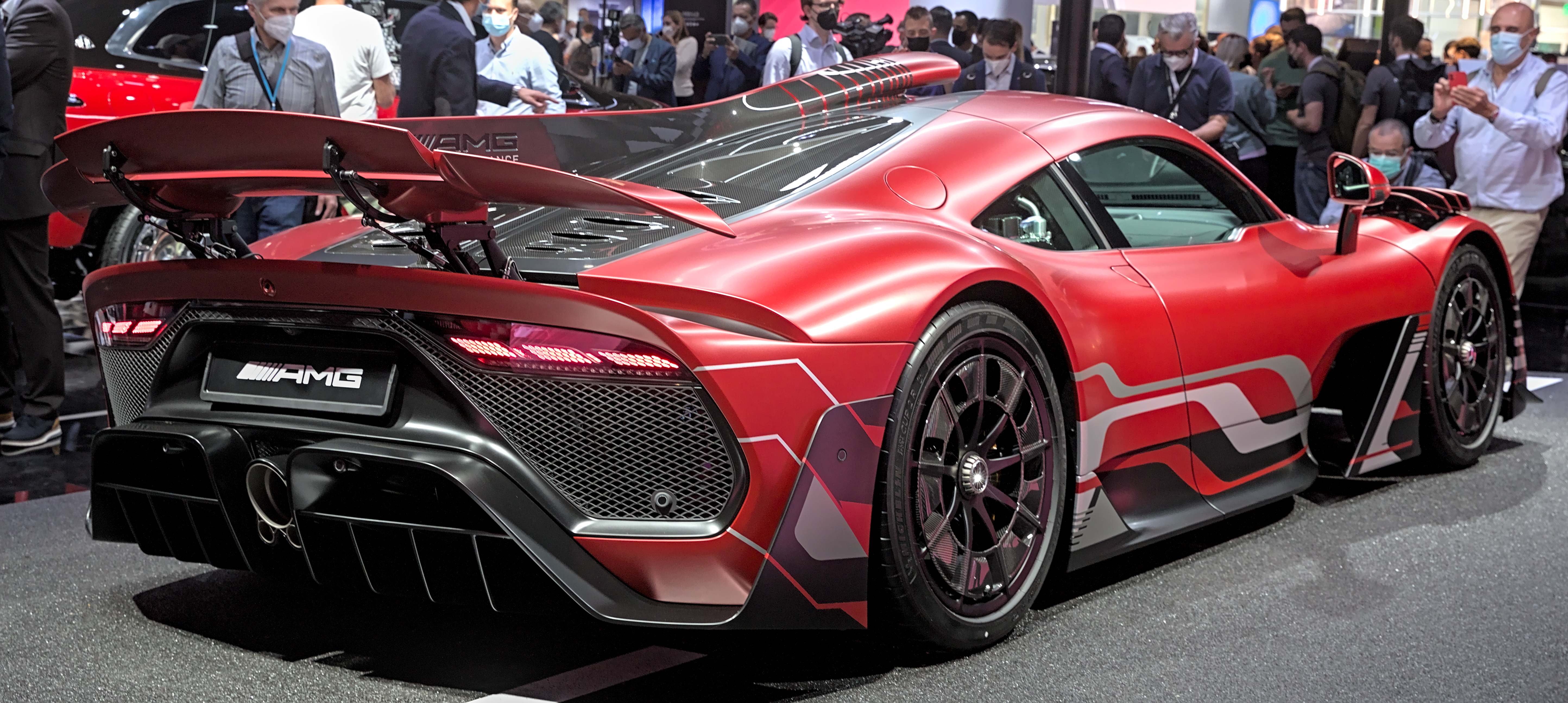
نمای عقب

نمای بیرونی این خودرو با تمرکز بر قابلیت‌های آیرودینامیکی طراحی شده‌است؛ گرچه نمای کلی آن همچنان مشابه خودروهای مجاز جاده‌ای است. ورودی‌های بزرگ هوا در جلو، ورودی هوای نصب‌شده بر روی سقف و بالهٔ آیرودینامیک بزرگ که در طول نیمهٔ عقبی خودرو کشیده شده‌است، از جملهٔ ویژگی‌های آیرودینامیکی قابل اشارهٔ این خودرو هستند. علاوه بر بال کوسه‌ای عمودی نصب شده بر روی سقف که به پایداری جانبی خودرو به‌هنگام عبور از پیچ‌های مسیر کمک می‌کند، دو بالهٔ فعال در جلو و عقب خودرو باعث افزایش پایداری خودرو در پیچ‌ها می‌شوند.

### فضای داخلی

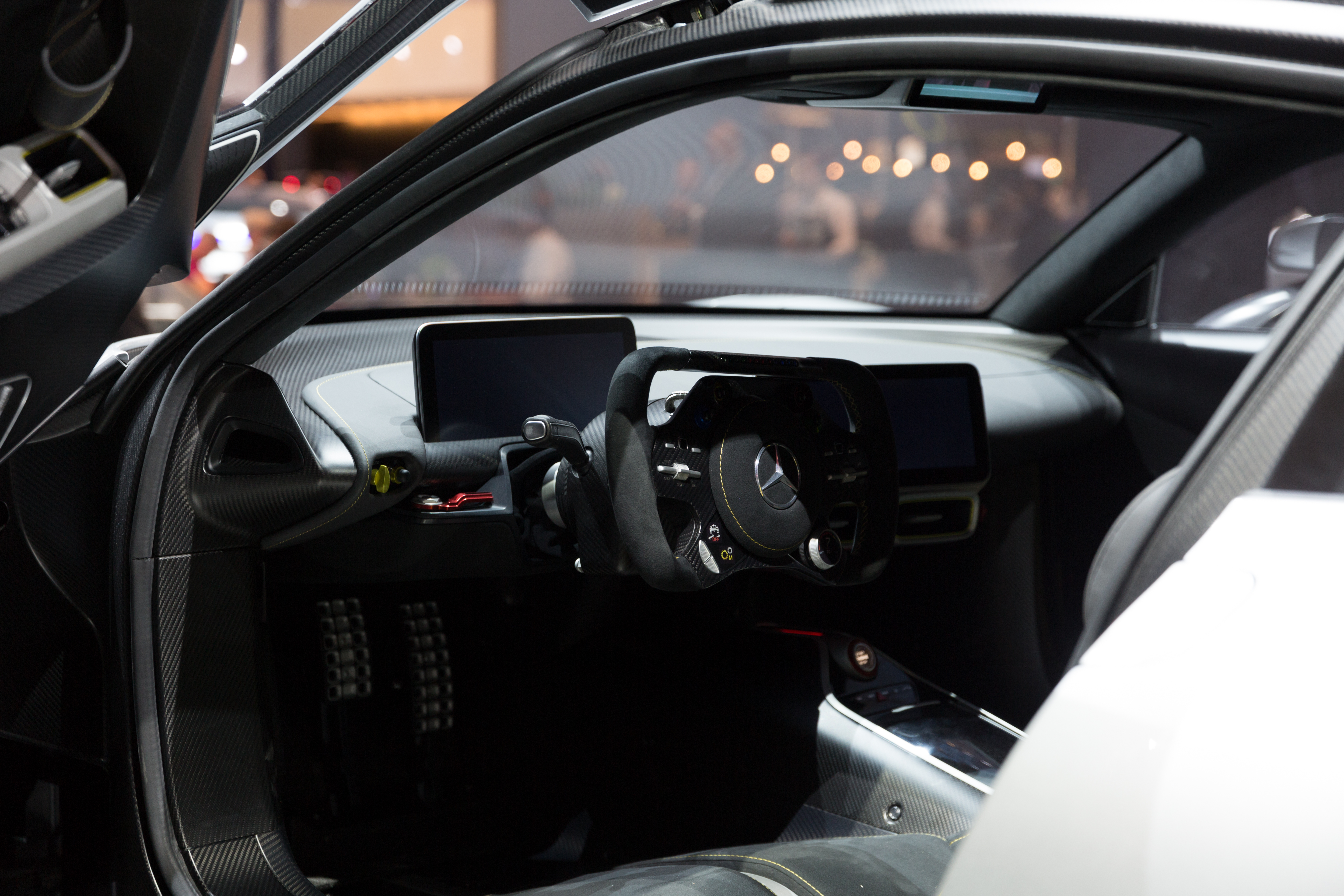
فضای داخلی

نمای داخلی این خودرو غالباً ساده‌گرایانه و با تمرکز بر راننده بوده و ریشهٔ طراحی آن در خودروهای فرمول یک را بیشتر نمایان می‌کند. غربیلک فرمان و پدال‌های پراجکت وان به‌سبک فرمان‌ها و پدال‌های فرمول یک بوده و برخلاف صندلی‌های خودرو، قابل تنظیم هستند. همچنین صفحه اطلاعات و سرگرمی در مرکز داشبورد به سمت راننده متمایل شده‌است. کلیدها و تنظیمات بر روی فرمان همانند فرمان خودروهای مسابقه‌ای رنگی هستند. آینهٔ دید عقب خودرو نیز مبتنی بر دوربین بوده و تصویر فضای پشت خودرو را در یک آینهٔ مرکزی نمایش می‌دهد. در برخی جاهای فضای داخل کابین این خودرو امکانات لوکس سنتی به چشم می‌خورد که در این میان چرم ناپا و حاشیه‌دوزی‌های دوخته‌شده به‌صورت دستی در صندلی‌های مستقل از مهم‌ترین آن‌ها هستند.

## ویژگی‌های فنی

### پیشرانه
پیشرانهٔ هایبرید مرسدس-آام‌گ وان از یک موتور بنزینی وی۶ ۱٫۶ لیتری مجهز به یک توربوشارژر و سه موتور الکتریکی تشکیل شده‌است. این مجموعه پیشرانه مشابه پیشرانهٔ مورد استفاده در خودروهای فرمول یک مرسدس است؛ با این تفاوت که در نیروی پیشرانه در این خودرو به هر چهار چرخ منتقل می‌شود و سامانهٔ گشتاور بُرداری نیز جهت مدیریت میزان گشتاور منتقل‌شده به هر چرخ بر روی این خودرو نصب شده‌است.

#### موتور درون‌سوز

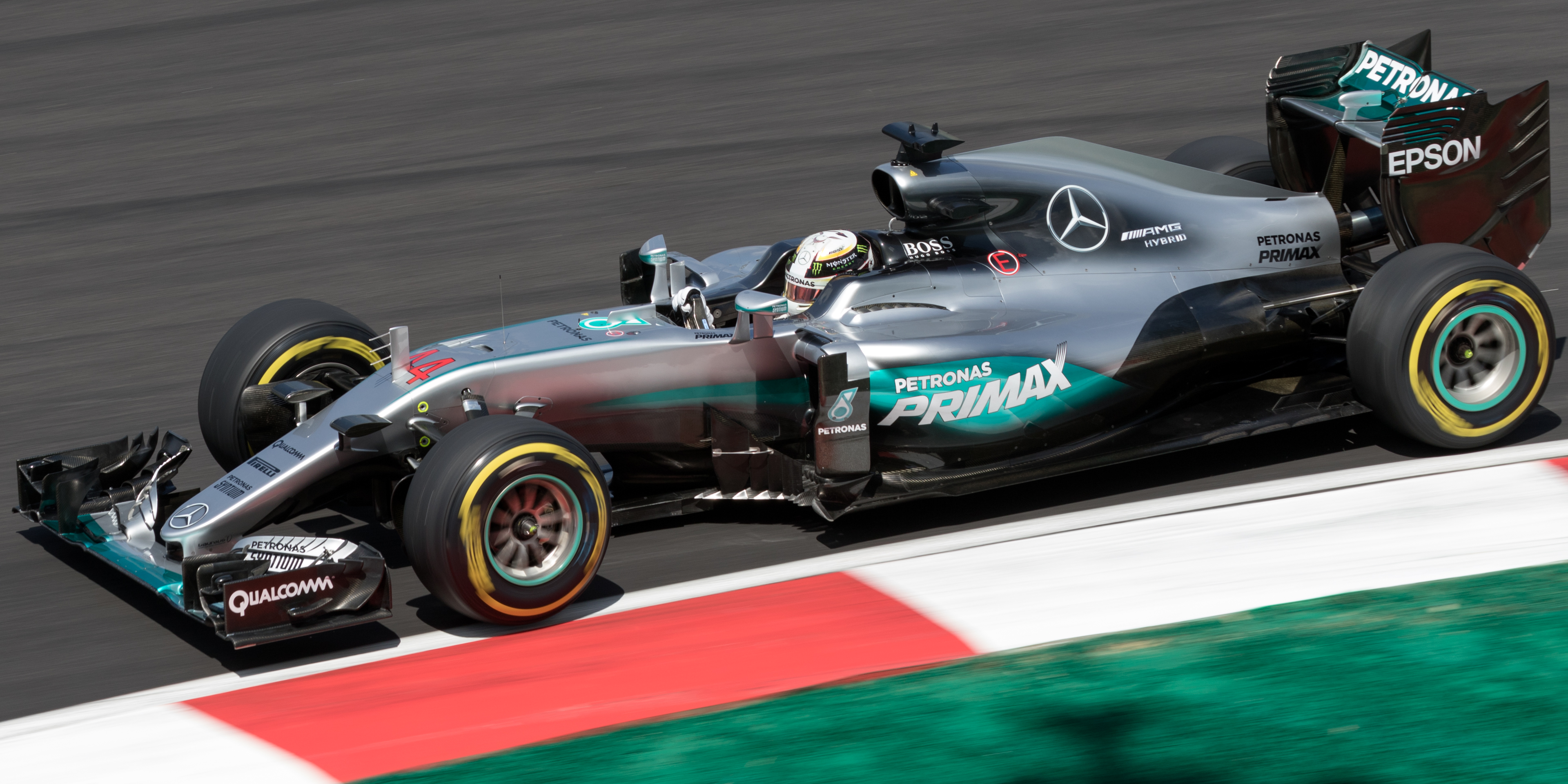
مرسدس-آام‌گ اف۱ دبلیو۰۷ هایبرید (به رانندگی لوئیس همیلتون در سال ۲۰۱۶)؛ خودرویی که طراحی موتور و و نمای ظاهری پراجکت وان بر اساس آن انجام گرفته‌است.

مرسدس-آام‌گ وان از یک موتور درون‌سوز ۱٫۶ لیتری توربو وی۶ با زاویهٔ ۹۰ درجه، که قبلاً بر روی خودروی فرمول یک مرسدس-آام‌گ اف۱ دبلیو۰۷ استفاده شده‌بود، برخوردار خواهد بود. با توجه به غیرمجاز بودن سرعت دورانی در حالت کارکرد درجا و محدودهٔ خط قرمز این موتور برای خودروهای جاده‌ای، تغییراتی بر روی آن اعمال خواهد شد. توبایاس موئرز اشاره کرده‌است که این موتور در حالت درجا با سرعت ۱٬۲۸۰ دور بر دقیقه کار خواهد کرد و حداکثر سرعت دورانی آن در محدودهٔ خط قرمز معادل ۱۱٬۰۰۰ دور بر دقیقه خواهد بود. با این وجود، عمر این موتور تنها ۵۰٬۰۰۰ کیلومتر است و مالکین خودروها پس از طی این مسافت باید خودروی خود را جهت نوسازی موتور به کارخانه برگردانند. موتور درون این خودرو به‌تنهایی قادر به تولید ۶۰۳ اسب بخار (۴۵۰ کیلووات) نیرو خواهد بود، اما میزان گشتاور تولیدی آن همچنان ناشناخته است.

#### موتورهای الکتریکی
موتور درون‌سوز آام‌گ وان در پیوستگی با چهار موتور الکتریکی کار خواهد کرد. یک واحد مولد موتور-جنبشی (MGU-K) با توان ۱۶۱ اسب بخار (۱۲۰ کیلووات) و جفت‌شده با میل‌لنگ، یک واحد موتور مولد-گرمایی (MGU-H) با توان ۱۲۱ اسب بخار (۹۰ کیلووات) جفت‌شده با توربوشارژر، و دو موتور الکتریکی هریک با توان ۱۶۱ اسب بخار (۱۲۰ کیلووات) نصب‌شده بر روی محور جلو. واحدهای ام‌جی‌یو-کی و ام‌جی‌یو-کی موتورهایی به سبک فرمول یک هستند که مسئولیت بازیابی انرژی و بهبود بازدهی در طول زمان فعالیت خودرو را بر عهده دارند. به‌طور دقیق‌تر، وظیفهٔ واحد جنبشی تولید برق در زمان ترمزگیری بوده و واحد گرمایی به‌عنوان حنثی‌کنندهٔ واماندگی توربوشارژر عمل نموده و بواسطهٔ حفظ تداوم چرخش توربین در سرعت‌های بالا، واکنش دریچهٔ گاز را بهبود می‌بخشد. دو موتور الکتریکی دیگر نیز چرخ‌های جلو را به حرکت درآورده و این خودرو را به یک خودروی تمام‌چرخ محرک تبدیل می‌کنند. این چهار موتور الکتریکی مجموعاً ۶۰۳ اسب بخار (۴۵۰ کیلووات) نیروی مؤثر را به کل نیروی پیشرانهٔ خودروی پراجکت وان اضافه می‌کنند.

### انتقال قدرت
جعبه‌دندهٔ این خودرو از نوع دستی خودکار شده با یک کلاچ خواهد بود که نیروی موتور درون‌سوز را به چرخ‌های عقب منتقل می‌کند. دلیل استفاده از یک جعبه‌دندهٔ تک‌کلاچه به جای نمونهٔ دوکلاچه این بوده‌است که مهندس‌های شرکت آام‌گ سعی داشته‌اند که وزن این خودرو را در پایین‌ترین حد ممکن نگه دارند؛ علاوه بر این، نگرانی‌هایی مبنی بر عدم توانایی جعبه‌دندهٔ دوکلاچه در هماهنگ‌شدن با سرعت دورانی بالای موتور درون‌سوز وی۶ این خودرو وجود داشته‌است.

### چرخ‌ها
رینگ‌های چرخ مرسدس-آام‌گ وان از جنس آلیاژ آلومینیوم و الیاف کربن ساخته‌شده و دارای اندازهٔ ۱۹ اینچ در جلو و ۲۰ اینچ در عقب همراه با پیچ‌های چرخ مرکزی قفل‌شونده هستند. تایرهای مورد استفاده در این خودرو از نوع میشلن پایلوت اسپورت کاپ ۲ با شناسه تایر ‎285/35 ZR ۱۹‏ در جلو و ‎335/30 ZR ۲۰‏ در عقب هستند. دیسک‌های ترمز نیز از نوع کربن-سرامیکی خنک‌شونده هستند.

### شاسی
شاسی پراجکت وان از نوع مونوکوک فیبر کربنی بوده و سیستم تعلیق مبتنی بر میله فشار آن به‌صورت عرضی بر روی این شاسی نصب شده‌است. بدنهٔ این خودرو به‌منظور کاهش وزن کاملاً از الیاف کربن ساخته خواهد شد و وزن خالص نهایی آن را به حدود ۱٬۲۰۰–۱٬۳۰۰ کیلوگرم (۲٬۶۰۰–۲٬۹۰۰ پوند) خواهد رساند. سامانهٔ تعلیق جلو به یک زیرشاسی کوچک متصل است، اما در عقب این سیستم مستقیماً به جعبه‌دنده وصل شده‌است.

## عملکرد
- بیشینهٔ سرعت: >۳۵۰ کیلومتر بر ساعت (۲۱۷ مایل بر ساعت)[۱۴]
- صفر تا ۱۰۰ کیلومتر بر ساعت (۶۲ مایل بر ساعت): <۲٫۲ ثانیه[۲۲]
- صفر تا ۲۰۰ کیلومتر بر ساعت (۱۲۴ مایل بر ساعت): <۶٫۰ ثانیه[۱۴]
- صفر تا ۳۰۰ کیلومتر بر ساعت (۱۸۶ مایل بر ساعت): <۱۱٫۰ ثانیه[۲۳][۲۴]